# حريق مدرسة البنات في مكة 2002
حريق المدرسة المتوسطة رقم 31 للبنات في مدينة مكة المكرمة. هو حريق أتى على مدرسة داخلية للبنات بها 835 طالبة و55 امرأة في 11 مارس 2002. ذُكر بداية أن سبب الحريق كان تماساً كهربائياً، إلا أن تحقيقاً من قبل السلطات السعودية ذكر أن إحدى أعقاب السجائر قد تسببت في الحريق إثر إلقائها على مجموعة من الورق. أدى الحادث إلى وفاة 15 فتاة سعودية في المدرسة، وإصابة آخرين.

## الحادث
وجِّهت إلى هيئة الأمر بالمعروف والنهي عن المنكر السعودية الكثير من الانتقادات والادعاءات بالتسبب في زيادة عدد الوفيات، وذلك عندما قاموا بطرد أولياء الأمور أثناء اشتعال الحريق بالمدرسة، وإغلاقهم الباب على البنات أثناء ذلك لأنهن «لا يرتدين الحجاب». واتهم أفراد الهيئة بمنع رجال الإطفاء والإسعاف من الدخول إلى المدرسة لأنه «لا يجوز للفتيات أن ينكشفن أمام غرباء»، كونهم ليسوا من «المحارم». كانت النتيجة خروج البنات جثثا متفحمة. مما زاد الانتقاد ضدهم.
كما نشرت «صحيفة الاقتصادية» السعودية في عددها الصادر الأربعاء 13 مارس 2002، أن أحد رجال المطافئ ذكر لها أن رجال الهيئة «أجبروا البنات على البقاء داخل المدرسة، ولم يسمحوا لهن بالمغادرة لأنهن لا يرتدين الحجاب أو العباءة»، كما شهد عدد آخر منهم بكون أعضاء الهيئة منعوهم إضافة لرجال الإسعاف والشرطة من الدخول إلى المدرسة كما صرخوا في وجوههم، و«رفضوا أن يتزحزحوا من أمام البوابة»، حيث ذكر رئيس شرطة مكة العقيد محمد الحارثي لوكالة أسوشيتد برس في 17 مارس أنه حين وصل إلى موقع الحادث وجد أحد أعضاء الشرطة الدينية يتشاجر مع ضابط شرطة، مانعاً إياه من دخول المدرسة، إلا أن رئيس الشرطة أمره بالمغادرة «ففعل دون مناقشة».
وقد نفى وزير الداخلية السعودي الأمير نايف بن عبد العزيز تورط الهيئة في الحادث «وأنه تم إقحام الهيئة»، وذكر الأمير «أن الهيئة توجهت للمكان لحماية الفتيات»، ولكن الشرطة في مكة المكرمة أكدت أن رجال الإنقاذ منعوا من دخول المدرسة. لاحقا أعفى تحقيق سعودي شرطة الأمر بالمعروف والنهي عن المنكر من المسؤولية عن تفاقم عدد الضحايا، حيث خلص التحقيق إلى أن المدرسة لم يكن بها عدد كافي من أجهزة الإطفاء أو إنذار الحرائق، كما تمت إقالة مسؤول تعليمي إثر التحقيق. كانت منظمة هيومان رايتس ووتش قد حثت السلطات السعودية على فتح تحقيق مستقل في الحادث «يتسم بالدقة والشمول والشفافية» حسب بيان المنظمة.

## بعد الحادث
في 10 محرم 1423 هـ أمر الملك فهد بن عبد العزيز آل سعود بإحالة الرئيس العام لتعليم البنات الدكتور علي بن مرشد المرشد على التقاعد، ودمج الرئاسة العامة لتعليم البنات بوزارة المعارف.